# Apple I

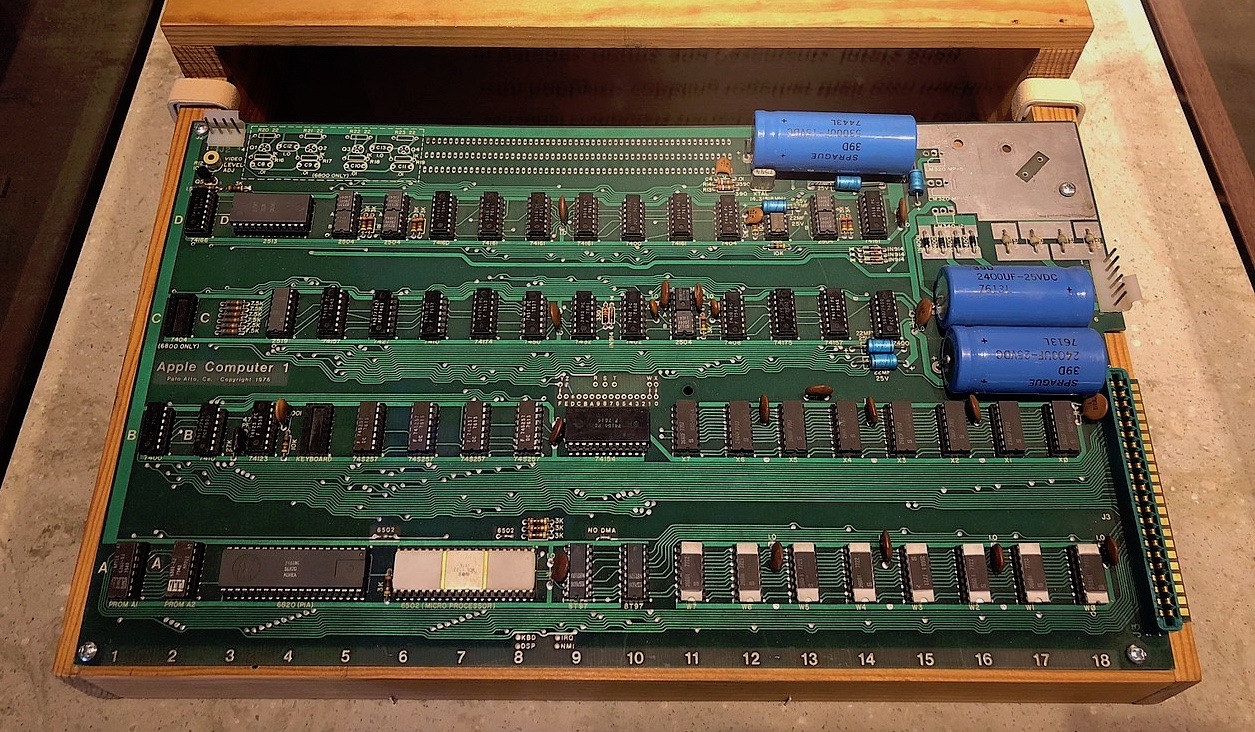
1976年原始电路板（来自计算机历史博物馆）

Apple-I是一种早期的个人电脑，由斯蒂夫·沃兹尼亚克设计并手工打造。沃兹尼亚克的朋友史蒂夫·乔布斯则提出销售这台电脑的主意。Apple I是苹果公司的第一项产品，在1976年4月于加州帕罗奥图的家酿计算机俱乐部上展示。它于1976年7月以666.66美元的价位开始贩售，原因是沃兹尼亚克喜欢重复的数字，而此价是在他们原先卖给当地一家店的500美元定价上做了1/3的提价。Apple I约生产了200台。不像当时其他"爱好者电脑"以组装零件的形式销售，Apple I贩售时已是有30个芯片且组合好的电路板。然而使用者仍需自行提供机箱、电源供应器、键盘及显示器使它工作。有一可选的扩充电路板稍后以75美元的价格贩售，它能输出数据至外接录音机做为存储媒体。
Apple I的内置终端电路相当特殊。用户只需要一组电脑键盘及一台不贵的屏幕。当时其他电脑如Altair 8800通常设计以前置切换开关调整并以灯光(通常是红色LED)输出，若要连接屏幕或电传打字机则需扩充硬件。这使得Apple I在当时成为创新机种。至1977年4月其价格降至475美元。它一直被贩售至1977年8月，尽管Apple II在同年4月首次展示并于6月开始贩售。苹果公司于1977年10月将Apple 1从价目表上移除，象征其正式终结。

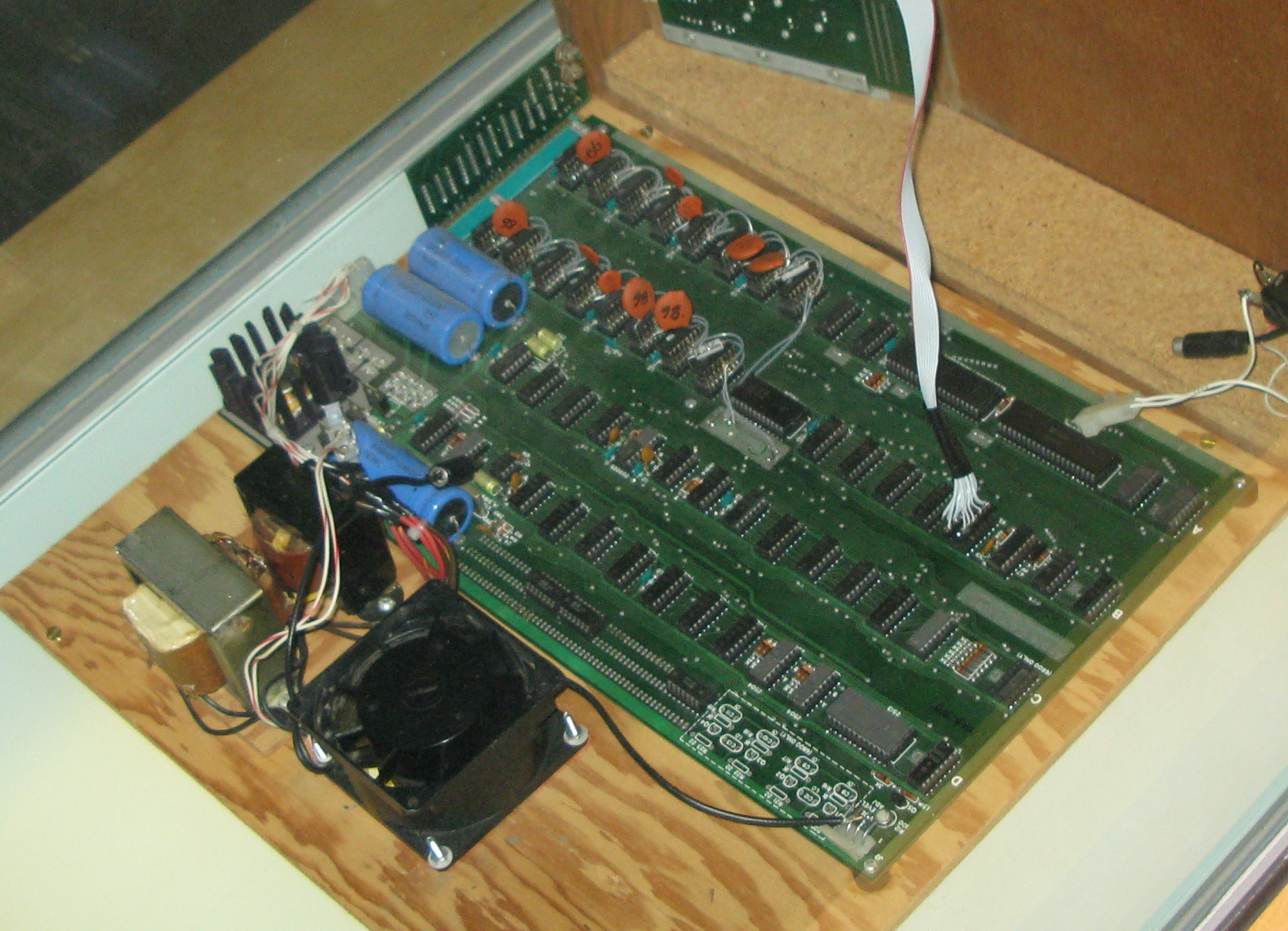
完整组合好的Apple I印刷電路板

至2008年，约有30~50台Apple I尚存，使其成为非常罕见的收藏品，而一般价位则在14,000至16,000美元之间。Apple I于1999年曾被卖到50,000美元，2010年在英國以21.36萬美元高價拍賣。此外，软件上兼容的Apple I复制机－Replica 1－于2003年以200美元的价位贩售。 

### 引用
1. ↑  .   [2021-01-25]. （原始内容存档于2020-04-08）.
2. ↑  .   [2009-04-17]. （原始内容存档于2009-05-01）.
3. ↑  .   [2009-04-17]. （原始内容存档于2018-04-22）.
4. ↑  . CNET News. 2005-11-07  [2009-02-19]. （原始内容存档于2011-10-08）.
5. ↑  Wozniak, Steven: "iWoz", page 180. W. W. Norton, 2006. ISBN 978-0-393-06143-7
6. ↑  .   [2009-04-17]. （原始内容存档于2009-04-25）.
7. ↑  .   [2009-04-17]. （原始内容存档于2009-04-26）.
8. ↑  .   [2009-04-17]. （原始内容存档于2009-04-25）.
9. ↑  . 鉅亨網. 2010-11-25  [2010-11-25]. （原始内容存档于2012-01-20）.
10. ↑  .   [2009-04-17]. （原始内容存档于2009-05-07）.